# Bahnhof Warszawa Kaliska
Der Bahnhof Warszawa Kaliska war zu Beginn des 20. Jahrhunderts ein Kopfbahnhof in Warschau. Er lag an der Kreuzung der Straßen Aleje Jerozolimskie und Ulica Żelazna im Stadtteil Wola und war der Endbahnhof der Breitspur-Eisenbahnstrecke Warschau-Kalisz, der damals wichtigsten Eisenbahnverbindung zwischen dem Russischen Kaiserreich und Preußen. Bis in die 1930er Jahre wurden Teile des Bahnhofs noch als Güterbahnhof genutzt.

## Geschichte
Ab Mitte des 19. Jahrhunderts entstanden in Warschau Kopfbahnhöfe, um gleichzeitig gebaute Strecken in den Süden (Warschau-Wiener Eisenbahn), Osten (Warschau-Petersburger Eisenbahn, Warschau-Terespoler Eisenbahn) und Norden (Weichselbahn) zu bedienen.
Am 14. April 1900 wurde per Dekret des Zaren eine Konzession an die Warschau-Wiener Eisenbahn AG (Towarzystwo Akcyjne Drogi Żelaznej Warszawsko-Wiedeńskiej) zum Bau einer Eisenbahnstrecke von Warschau nach Kalisz erteilt. Nach Ansicht von Historikern hatte der Vorstand des Unternehmens eine solche Konzession nie beantragt; vielmehr wurde mit dem Bau dem Wunsch der russischen Behörden nach Schaffung einer Streckenverbindung in den Westen nachgekommen, um mittels dieser im Krisenfall schnell Truppen an die russisch-preußische Grenze verlegen zu können. Vermutlich deshalb musste die Strecke auch in russischer Breitspurnorm (1524 mm) ausgeführt werden, um aus dem Osten nach Warschau transportierte militärische Einheiten ohne Verzögerung weiterfahren lassen zu können.
Der Bahnhof, der rund 1000 Meter westlich des Dworzec Wiedeński lag, wurde 1902 nach einem Entwurf von Józef Huss errichtet. Die Strecke verlief ab Warschau über Błonie, Łowicz, Łódź (Bahnhof Łódź Kaliska), Pabianice, Łask, Zduńska Wola und Sieradz nach Kalisz. Später wurde sie über Szczypiorno und Skalmierzyce (damaliger Grenzübergang Russland – Preußen) mit Posen und Breslau verbunden. Etwa an der Stelle des heutigen Bahnhofs Warszawa Zachodnia überquerte die Trasse auf einem aus Stahl gebauten Viadukt die Gleise der Warschau-Wiener Eisenbahnstrecke.
Der erste Zug fuhr am 15. November 1902 die Strecke von Warschau nach Kalisz. Für das Zurücklegen der etwa 250 Kilometer wurden 10 Stunden benötigt. Während des Ersten Weltkriegs wurde die Bahnhofsanlage im August 1915 beim Rückzug der russischen Truppen weitgehend zerstört. Nach 1918 wurden die Reste des Bahnhofsgebäudes vollständig entfernt und die Bahnstrecke nach Anpassung an die europäische Spurweite mit der Trasse der ehemaligen Warschau-Wiener Strecke in Warschau verbunden. Von dem bei der Trassenzusammenlegung ebenfalls demontierten Viadukt ist ein Teil der gemauerten Auffahrt an der Ulica Armatnia erhalten.
Teile des Bahnhofs wurden nach dem Ersten Weltkrieg noch als Güterbahnhof genutzt.
Am Standort des Bahnhofs wurde in den 1930er Jahren der Centralny Dworzec Pocztowy errichtet.